# Ophiopteris papillosa
Ophiopteris papillosa is een slangster uit de familie Ophiocomidae.
De wetenschappelijke naam van de soort werd in 1875 gepubliceerd door Theodore Lyman.